# Lijst van gemeentelijke monumenten in Arnhem/Centrum

Wijk 01: Centrum

De wijk Centrum in de gemeente Arnhem kent 543 gemeentelijke monumenten. Hieronder een overzicht.

## Markt
De buurt Markt kent 168 gemeentelijke monumenten. Zie de Lijst van gemeentelijke monumenten in Markt, Arnhem.

## Weverstraat
De buurt Weverstraat kent 108 gemeentelijke monumenten. Zie de Lijst van gemeentelijke monumenten in Weverstraat, Arnhem.

## Rijnstraat
De buurt Rijnstraat kent 177 gemeentelijke monumenten. Zie de Lijst van gemeentelijke monumenten in Rijnstraat, Arnhem.

## Janssingel
De buurt Janssingel kent 3 gemeentelijke monumenten:
| Object                      | Bouwjaar         | Architect | Locatie                    | Coördinaten                  | Nr.         | Afbeelding                  |
| --------------------------- | ---------------- | --------- | -------------------------- | ---------------------------- | ----------- | --------------------------- |
| Voorm. villa Banque Paribas | 1840, circa 1870 |           | Jansbinnensingel 19 A - 20 | 51° 59' 3" NB, 5° 54' 36" OL | 0202/WN1046 | Voorm. villa Banque Paribas |
| Pand                        | 1950, circa 1945 |           | Jansbinnensingel 22        | 51° 59' 3" NB, 5° 54' 37" OL | 0202/WN1048 | Pand                        |
| Pand                        | 1840, circa 1860 |           | Jansbinnensingel 24        | 51° 59' 2" NB, 5° 54' 38" OL | 0202/WN1049 | Pand                        |

## Stationsplein
De buurt Stationsplein kent 11 gemeentelijke monumenten:
| Object                            | Bouwjaar         | Architect | Locatie               | Coördinaten                  | Nr.         | Afbeelding                        |
| --------------------------------- | ---------------- | --------- | --------------------- | ---------------------------- | ----------- | --------------------------------- |
| Woonhuis                          | 1880             |           | Coehoornstraat 4      | 51° 58' 59" NB, 5° 54' 4" OL | 0202/WN0231 | Woonhuis                          |
| Winkel/bedrijfspand bovenwoningen | circa 1880       |           | Oude Stationsstraat 1 | 51° 59' 2" NB, 5° 54' 17" OL | 0202/WN1561 | Winkel/bedrijfspand bovenwoningen |
| Rijkstelegraafkantoor             | 1860             |           | Willemsplein 1        | 51° 59' 3" NB, 5° 54' 19" OL | 0202/WN1682 | Rijkstelegraafkantoor             |
| Herenhuis                         | circa 1880       |           | Willemsplein 2        | 51° 59' 3" NB, 5° 54' 20" OL | 0202/WN1683 | Herenhuis                         |
| Woonhuizen                        | circa 1880       |           | Willemsplein 3        | 51° 59' 2" NB, 5° 54' 20" OL | 0202/WN1684 | Woonhuizen                        |
| Woonhuizen                        | 1880             |           | Willemsplein 4        | 51° 59' 2" NB, 5° 54' 20" OL | 0202/WN1685 | Woonhuizen                        |
| Winkel/bedrijfspand bovenwoningen | 1880, 1880       |           | Willemsplein 8        | 51° 59' 1" NB, 5° 54' 17" OL | 0202/WN1686 | Winkel/bedrijfspand bovenwoningen |
| Winkel/bedrijfspand bovenwoningen | 1880             |           | Willemsplein 9        | 51° 59' 1" NB, 5° 54' 17" OL | 0202/WN1687 | Winkel/bedrijfspand bovenwoningen |
| Voorm. herenhuis                  | 1865, circa 1880 |           | Willemsplein 11       | 51° 59' 1" NB, 5° 54' 15" OL | 0202/WN1688 | Voorm. herenhuis                  |
| Herenhuis                         | circa 1880       |           | Willemsplein 20       | 51° 59' 1" NB, 5° 54' 13" OL | 0202/WN1689 | Herenhuis                         |
| Herenhuis                         | circa 1880       |           | Willemsplein 21       | 51° 59' 1" NB, 5° 54' 12" OL | 0202/WN1690 | Herenhuis                         |

## Utrechtsestraat
De buurt Utrechtsestraat kent 76 gemeentelijke monumenten. Zie de Lijst van gemeentelijke monumenten in Utrechtsestraat, Arnhem.